# Madeleine Grenier
 (septembre 2018).
Pour les articles homonymes, voir Grenier (homonymie).
Madeleine Grenier, née le 5 novembre 1929 à Marseille et morte le 3 janvier 1982 à Clamart, est une artiste peintre française.

## Biographie
Madeleine Grenier passe ses premières années à Alger où son père Jean Grenier, philosophe, enseigne alors puis elle étudie à l'École des Beaux-Arts du Caire en Égypte. De retour à Paris, elle travaille dans l'académie d'André Lhote et sera soutenue par de nombreux artistes dont Nicolas de Staël. Elle participe à de nombreux salons : Salon d'automne, Salon de la Jeune Peinture, Salon de mai, Salon des réalités nouvelles. Sa première exposition personnelle a lieu en 1957 en Suède au Konstuställoning à Harnösand. Elle fait beaucoup d'expositions en France (Lille, Paris, Le Havre, Sisteron, Alès, Châtillon) et de nombreuses expositions collectives.
À ses débuts, ses travaux sont figuratifs, notamment de grands dessins au fusain, puis elle se concentre sur la peinture. Ses nombreux liens avec le Sud de la France l'amène régulièrement dans le Midi et sur les côtes méditerranéennes ou encore dans les Alpes, des lieux où la lumière vive et où les couleurs inspirent son travail. Puis sa peinture évolue vers davantage de monochromie, elle se concentre davantage sur la composition et la matière. Qualifiée de « peintre du silence »[réf. nécessaire], elle inspire de nombreux artistes comme Jean Bazaine du mouvement de l'abstraction lyrique.